# Matthew Birir
Matthew Kiprotich Birir (ur. 2 lipca 1972 w Eldama Ravine) – kenijski lekkoatleta specjalizujący się w biegu na 3000 metrów z przeszkodami.

## Sukcesy
- srebrny medal mistrzostw świata juniorów (Sudbury 1988)
- złoto mistrzostw świata juniorów (Płowdiw 1990)
- złoty medal podczas igrzysk olimpijskich (Barcelona 1992)
- 4. miejsce na mistrzostwach świata (Stuttgart 1993)
- 4. miejsce podczas igrzysk olimpijskich (Atlanta 1996)

Duże sukcesy w biegach średnich odnosił również jego starszy brat przyrodni – Jonah Birir.

## Rekordy życiowe
- Bieg na 3000 m z przeszkodami – 8:08.12 (1995)